# گمینا دولیتسه
گمینا دولیتسه (به لهستانی:  Gmina Dolice) یک گمینا در لهستان است که در شهرستان ستارگارد واقع شده‌است. گمینا دولیتسه ۲۳۷٫۱۳ کیلومتر مربع مساحت و ۸٬۱۶۵ نفر جمعیت دارد.